# (442) Айхсфельдия
(442) Айхсфельдия (нем. Eichsfeldia) — сравнительно небольшой астероид главного пояса с очень низким альбедо поверхности, состоящей из простейших углеродных соединений, что обуславливает его принадлежность к спектральному классу C. Хотя этот астероид и движется по орбите близкой к орбитам астероидов семейства Весты, в силу своего спектрального класса он не является членом этого семейства.

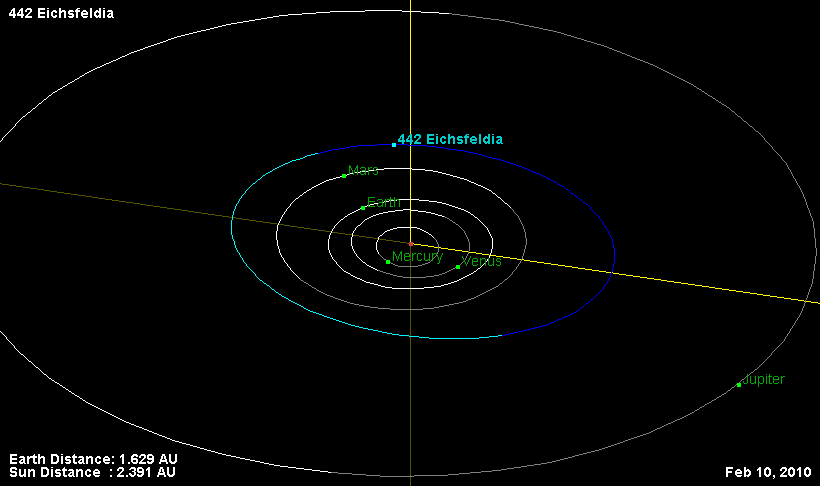
Орбита астероида Айхсфельдия и его положение в Солнечной системе

Он был открыт 15 февраля 1899 года немецкими астрономоми Максом Вольфом и Фридрихом Швассманом в обсерватории Хайдельберг и назван в честь Айхсфельда, исторического региона Германии. 